# Armand Viellard-Migeon
Pour les articles homonymes, voir Viellard-Migeon.
Armand Gaston Viellard-Migeon, né le 24 septembre 1842 à Méziré (Territoire de Belfort) et mort le 19 juillet 1905 à Paris, est un homme politique français.

## Biographie
Fils de François Viellard-Migeon, il hérite de la fortune familiale et devient maître de forges à Morvillars. 
Maire de Morvillars de 1871 à son décès, il est élu député sur la liste conservatrice en 1885. Il siège et vote avec la droite. Réélu en 1893 et 1898 sous l'étiquette Action libérale.